# Clara Klingenström

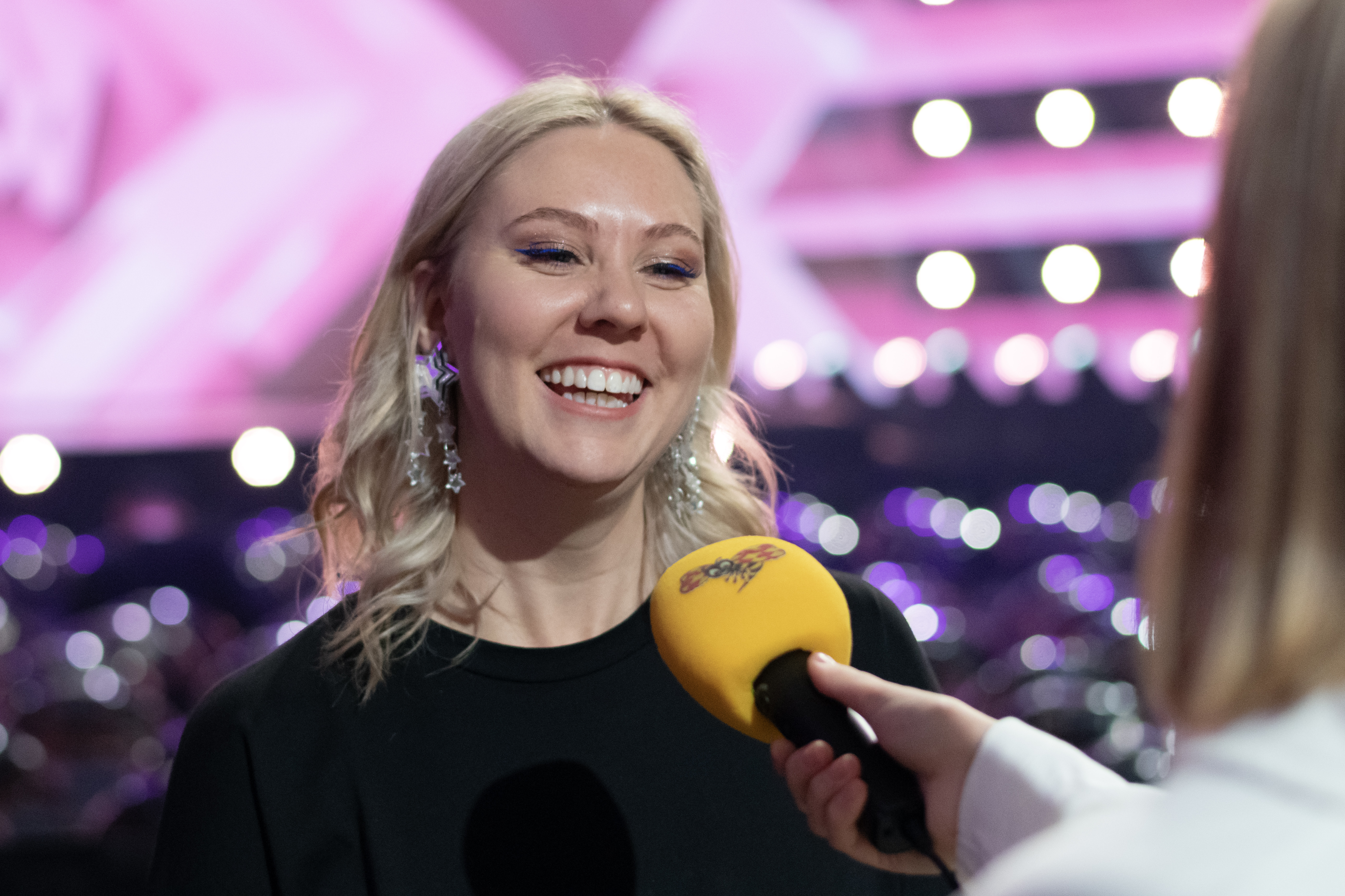
Clara Klingenström, 2024

Emma Clara Idun Klingenström (* 21. Februar 1995 in Visby) ist eine schwedische Sängerin und Songwriterin.

## Leben
Klingenström stammt von der Insel Gotland. Im Alter von 16 Jahren zog sie nach Stockholm, um dort ein Musikgymnasium zu besuchen. In den Jahren 2010 und 2015 gewann sie beim Musikwettbewerb Musik Direkt das Regionalfinale von Gotland. Im Jahr 2012 erreichte Klingenström mit dem Lied It Makes Me Crazy das Finale des Nachwuchswettbewerbes Svensktoppen nästa.
Im Frühjahr 2021 trat sie mit dem Lied Behöver inte dig idag beim Melodifestivalen 2021, dem schwedischen Vorentscheid für den Eurovision Song Contest, an. Dort zog Klingeström über die Andra chansen in das Finale ein, in dem sie schließlich Fünfte wurde. In den schwedischen Singlecharts erreichte sie mit ihrem Beitragslied den dritten Platz. Klingenström selbst gab an, dass das Lied unter anderem von ihrem Aufbruch aus einem Leben mit Alkohol und Drogen handele. Beim Musikpreis Rockbjörnen gewann sie 2021 in der Newcomer-Kategorie. Im Dezember 2021 veröffentlichte sie ihr Debütalbum Claras dagbok.
Im Dezember 2023 wurde sie mit dem Lied Aldrig mer als Teilnehmerin am Melodifestivalen 2024 vorgestellt. Dort schied sie im dritten Semifinale aus.

## Auszeichnung
- 2021: Rockbjörnen, „Durchbruch des Jahres“
- 2021: Rockbjörnen, Nominierung in der Kategorie „Schwedisches Lied des Jahres“ (für Behöver inte dig idag)[11]
- 2022: Grammis, Nominierung in der Kategorie „Newcomer des Jahres“[12]

## Diskografie

### Alben
- 2021: Claras dagbok

### Singles
| Jahr | Titel Album             | Höchstplatzierung, Gesamtwochen, AuszeichnungChartsChartplatzierungen (Jahr, Titel, Album, Platzierungen, Wochen, Auszeichnungen, Anmerkungen) | Anmerkungen                       |
| Jahr | Titel Album             | SE | Anmerkungen                       |
| ---- | ----------------------- | --- | --------------------------------- |
| 2021 | Behöver inte dig idag – | SE3 ×2Doppelplatin · (26 Wo.)SE | Beitrag zum Melodifestivalen 2021 |

Weitere Singles
- 2019: Ensam i en stad
- 2019: Engelbrekts väg
- 2020: Sthlm, allt är förlorat
- 2020: Sommarminnen
- 2020: Så slut
- 2021: Liv
- 2021: Se mig, bara se mig
- 2022: Färger
- 2022: Nu kan du få mig så lätt
- 2022: Jag vill inte ha dig tillbaks
- 2022: Hångel på balkongen
- 2023: Så bra som nu
- 2023: Blommorna på min tapet
- 2023: Kan nått fint få hända sen
- 2023: Aldrig mer